# Chamaedorea stolonifera
Chamaedorea stolonifera là loài thực vật có hoa thuộc họ Arecaceae. Loài này được H.Wendl. ex Hook.f. mô tả khoa học đầu tiên năm 1892.

## Hình ảnh

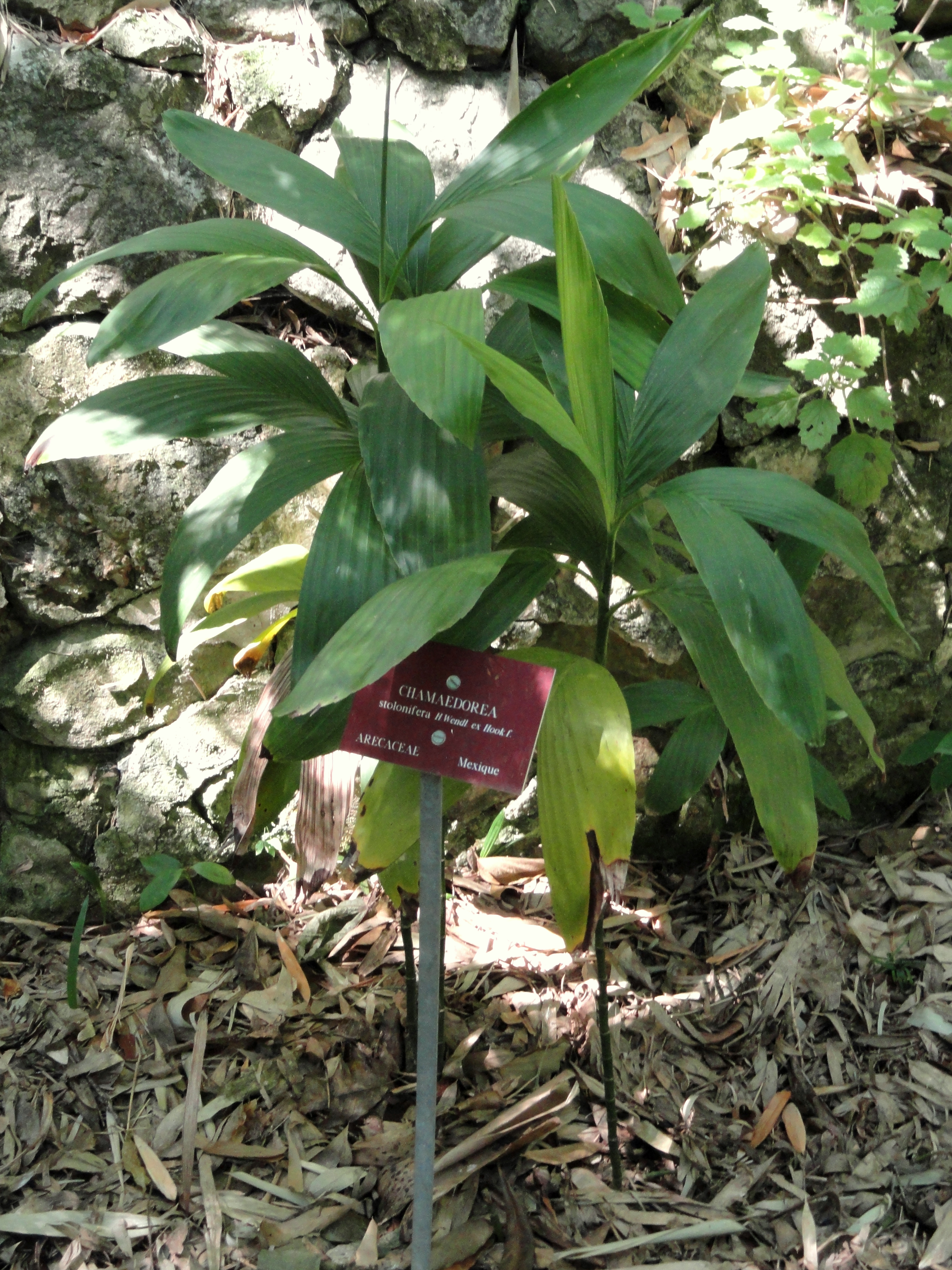